# Каркарала
Каркарала (на казахски: Қарқаралы, произнася се по-близо до Каркаралъ; на руски: Каркаралинск) е град в Казахстан, административен център на Каркаралински район в Карагандинска област. Населението на града през 2012 година е 7739 души.

## История
Каркарала е един от най-старите градове в Казахстан. Според легендата тук е коронясан великият владетел на Казахското ханство Аблай хан. През 1824 г. казаците правят крепост тук. Градът е свързан са живота на великия казахски поет Абай Кунанбаев.

## География
Градът отстои на 220 км източно от Караганда. Наблизо се намира национален парк Каркарала, който съхранява уникално за Централен Казахстан разнообразие на релефа.